# Kajran (distrikt)
Kajran, eller Kejran, är ett distrikt i Afghanistan. Det ligger i provinsen Daykondi, i den centrala delen av landet, 400 kilometer väster om huvudstaden Kabul. Administrativ huvudort är Kajran.
Distriktet beräknades år 2022 ha cirka 38 000 invånare.